# Matteo Gelmetti
Matteo Gelmetti (Verona, 12 giugno 1975) è un politico italiano.

## Biografia
Si avvicina alla politica all'età di 15 anni quando aderisce al Fronte della Gioventù.
È stato eletto per la prima volta come consiglliere della sesta circoscrizione di Verona nel 1994 con il Movimento Sociale Italiano.
Nel 2007 come esponente di Alleanza Nazionale diventa Presidente della prima circoscrizione.
Viene rieletto consigliere di circoscrizione nel 2012 con Il Popolo della Libertà. Successivamente si avvicina al movimento civico Battiti per Verona.
Aderisce poi a Fratelli d'Italia.
Dal 2019 è membro del consiglio di amministrazione di Veronafiere, nel ruolo di vicepresidente. Viene riconfermato nel 2022.
Alle elezioni politiche del 2022 viene eletto senatore per Fratelli d'Italia nel collegio plurinominale di Padova-Verona-Vicenza.